# Хусеин Мохамед Фарах
Хусеин Мохамед Фарах Аидид (сом. Xuseen Maxamed Faarax Caydiid, арап. حسين محمد فارح عيديد‎; 16. август 1962) је сомалски политичар. Бивши је председник Сомалије и министар. Син је генерала Мохамед Фарах Аидида.

## Биографија
Рођен је 1962. године у Сомалији у граду Беледвејн. Син је генерала Мохамед Фарах Аидида, самопрокламованог председника Сомалије. Са 17 година је емигрирао у САД где је био маринац.
Првог августа 1996. године његов отац је умро, а Хабр Гидр клан га је прогласио за председника. 
Био је председник Сомалије од 2. августа 1996. године до 22. децембра 1997. године. Такође је обављао неколико министарских функција у каснијим владама.